# Agent de surveillance de la voie publique
Pour les articles homonymes, voir Agent de surveillance.
Ne pas confondre avec ASP (Agent de surveillance de Paris).
 (octobre 2020).
Si vous disposez d'ouvrages ou d'articles de référence ou si vous connaissez des sites web de qualité traitant du thème abordé ici, merci de compléter l'article en donnant les références utiles à sa vérifiabilité et en les liant à la section « Notes et références ».
En France, un agent de surveillance de la voie publique (ASVP) est un agent municipal. Les ASVP doivent être agréés par le procureur de la République et prêter serment devant un tribunal judiciaire pour pouvoir agir seuls sur la voie publique.

## Statut de l'agent
Agents communaux autres que les policiers municipaux, que les gardes champêtres, appelés à exercer des missions très limitées de police sur la voie publique. Pour verbaliser, ils doivent obligatoirement être, à la demande du maire, agréés par le procureur de la République et assermentés par le juge du tribunal judiciaire. Ils peuvent aussi faire l'objet de Commissionnement tel qu'en urbanisme, ce qui leur procure des pouvoirs spéciaux. 
Selon le ministère de l'Intérieur dans plusieurs réponses écrites (député Jérôme Rivière question écrite no 99124 du 26 septembre 2006, M. Meslot QE no 106873 du 20 mars 2007 et M. Giraud QE no 35857 du 11 octobre 1999), les missions des ASVP se limitent strictement à constater les infractions à l'arrêt et au stationnement des véhicules (hors stationnement dangereux).
De plus, la circulaire NOR /INT/D/99/00095/C précise en son article 1-4-1-1 que « l'article 7 de la loi modifiant l'article L412-49 du code des communes pose en règle que les agents de police municipale quel que soit leur grade ne peuvent être que des fonctionnaires territoriaux ». La loi prohibe ainsi clairement le recrutement d'agents « supplétifs » exerçant des missions de police municipale en dehors dudit cadre d'emploi.
Les ASVP ne sont pas membres du cadre d'emploi des agents de police municipale. Ils ne font partie d'aucune filière ou cadre d'emploi répertoriés dans la fonction publique territoriale. Libre à la municipalité de les intégrer au cadre d'emploi, soit des administratifs, soit des techniques... Malgré cela, certaines communes emploient des ASVP pour compléter des patrouilles de police municipale, ce qui est illégal (circulaires des 11 juin 2007 et 15 février 2005). D'autres préfèrent employer des ASVP à la place des policiers municipaux, souvent pour des raisons de coûts salariaux et de formation. 
Ils doivent porter une tenue clairement différenciée des agents de police municipale (qui évite la couleur « bleu gitane » réservée aux policiers municipaux), ne peuvent porter d'armes, et ne peuvent pas conduire les véhicules de police (références circulaires NOR INTD1701897C du 28 avril 2017, NOR/INT/D/07/00067 du 11 juin 2007 et NOR/INT/D/0500024/C du 15 février 2005 (cette dernière étant abrogée) adressées aux Préfets par le Ministère de l'Intérieur). Ils conduisent souvent des scooters et des bicyclettes, et également des voitures, généralement en pédestre[réf. nécessaire]. 
Enfin, ils ne sont pas habilités à régler la circulation (article R 130-10 du code de la route) mais peuvent assurer la protection des usagers sur les passages dévolus (par exemple, les enfants à la sortie d'écoles) (article L2212-2-1° + L2213-1 du code général des collectivités territoriales + R220 du code de la route).
Ils sont recrutés sans concours ou examens et peuvent être contractuels ou fonctionnaires. Il n'est pas prévu de formation spécifique initiale ou continue pour exercer leurs fonctions. Certaines formations existent mais ne sont pas obligatoires. Un casier judiciaire vierge est généralement exigé pour accéder à l'assermentation en début de carrière.

## Compétences
Ils ont compétence pour constater par procès-verbal, toutes les infractions aux règles relatives à l’arrêt et au stationnement des véhicules, notamment constater les contraventions relatives au défaut ou à la non-apposition du certificat d’assurance sur les véhicules terrestre à moteur (y compris les engins à deux roues),.
De plus, au travers de l'article L. 1312-1 du code de la santé publique leurs attributions sont également étendues à la constatation de certaines infractions en matière de santé publique (jet de mégots ou de détritus, épanchement d'urine, crachats).
Ils peuvent être désignés par le maire pour rechercher et constater les infractions aux règles relative à la lutte contre les bruits de voisinage (article 2 du décret no 95-409 du 18 avril 1995).
Ils peuvent également constater des infractions au code de l'environnement, en particulier concernant la publicité et les enseignes.
Ils peuvent être désignés par le maire pour rechercher et constater les infractions au code de l'urbanisme (Article L. 180-1 du code de l'urbanisme).
Enfin, les agents de surveillance de la voie publique peuvent exercer en tant que garde particulier (article 29 du code de procédure pénale), contrairement aux agents de la force publique et des corps de police de l'environnement, que ce soit à titre privé ou pour le compte de la collectivité qui les emploie (article R-15-33-26 du code de procédure pénale) que ce soit en tant que généraliste (atteinte aux biens) ou encore pour les domaines de la chasse, la pêche, les bois ou du domaine public routier (ou de la voirie routière ou de la conservation du domaine public routier – constats par procès-verbaux de certaines infractions et certains délits).
Lors de l'exercice de leurs fonctions, les ASVP sont des agents publics communaux chargés de certaines fonctions de police judiciaire (vu les articles 15 (3*) et 28 du code de procédure pénale et notamment la circulaire ministérielle en date du 28 avril 2017) et à ce titre sont placés sous la protection de la loi. En effet, ceux-ci sont considérés comme des personnes dépositaires de l'autorité publique. Ainsi le Code pénal aux art. 433-5 et 433-22 sanctionne l'outrage d'une amende pouvant aller jusqu'à 15 000 euros et d'un emprisonnement jusqu'à un an et de diverses peines complémentaires. Si l'infraction est commise en réunion, ces peines sont doublées.